# Entraînement à la propreté

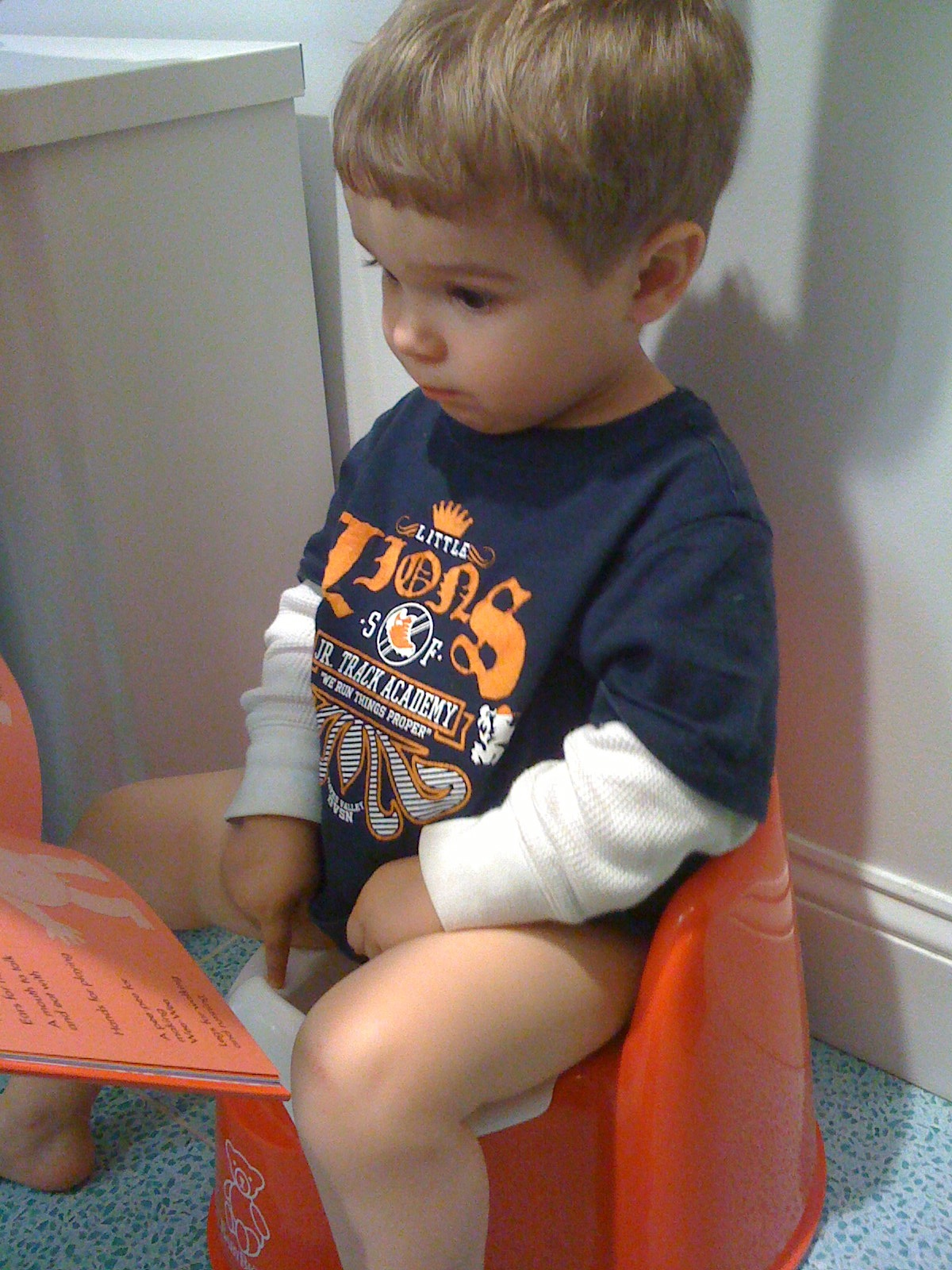
Un petit garçon est assis sur le pot.

Pour les articles homonymes, voir Entraînement.
L'entraînement à la propreté est le processus au cours duquel un enfant apprend à devenir continent et à cesser de souiller ses couches afin d'utiliser les toilettes pour la défécation et la miction.  L'apprentissage de la propreté débute et se complète généralement entre l'âge de 18 mois et 4 ans, même si des études récentes au Japon indiquent que de nombreux enfants mouillent leur lit ou portent des couches jusqu'à l'école primaire. Lorsque parents et enfants pratiquent l'hygiène naturelle infantile, l'entrainement tardif à la propreté n'est pas nécessaire puisque l'enfant est propre quand il a quelques mois.